# Creta sota l'Imperi Romà d'Orient
L'illa de Creta fou part de l'Imperi Romà d'Orient en dos períodes: primer, des de l'antiguitat tardana (segle iv fins a la conquesta de l'illa per exiliats andalusins a finals de la dècada del 820, i segon, des de la reconquesta de l'illa el 961 fins a la seva presa per les forces rivals de Gènova i Venècia el 1205.

## Història

### Primer període romà d'Orient
En l'Imperi Romà de l'edat antiga, Creta formava part de la província de Creta i Cirenaica. Sota Dioclecià (r. 284-305) esdevingué una província a part, mentre que Constantí I el Gran (r. 306-337) la subordinà a la diòcesi de les Mèsies (i, posteriorment, a la diòcesi de Macedònia), dins de la prefectura del pretori d'Il·líria, esquema que es mantingué fins al final de l'antiguitat tardana. Algunes institucions administratives, com ara el venerable comú de l'illa, perduraren fins a la darreria del segle iv, però, igual que en altres parts de l'imperi, aquestes institucions cíviques provincials foren abandonades a mesura que creixia el poder dels funcionaris imperials.
No hi ha gaires fonts contemporànies que esmentin Creta entre el segle iv i la conquesta musulmana de la dècada del 820. Durant aquest temps, fou essencialment una contrada remota i provinciana situada a la perifèria del món grecoromà. Els seus bisbes ni tan sols no participaren en el Primer Concili de Nicea, celebrat el 325, a diferència dels d'illes veïnes com Rodes o Cos. A banda d'un atac dels vàndals el 457 i els grans terratrèmols que assolaren moltes poblacions el 9 de juliol del 365, el 415, el 448 i el 531, l'illa fou pacífica i pròspera, com ho demostren els nombrosos monuments grossos i ben construïts d'aquest període que han perdurat fins a l'actualitat. Segons el Sinecdem, del segle vi, Creta era administrada per un governador consular amb seu a Gortina i tenia vint-i-dues ciutats. Es calcula que en aquest període hi vivien fins a 250.000 persones, totes cristianes llevat d'alguns jueus que vivien als principals centres urbans.
Les coses es començaren a tòrcer al segle vii. Una incursió dels esclavens el 623 fou seguida per ràtzies àrabs el 654 i a la dècada del 670, en el marc de la primera onada de l'expansió de l'islam, i altra vegada durant les primeres dècades del segle viii, sobretot sota el califa al-Walid I (r. 705-715). A partir d'aleshores, l'illa restà relativament segura sota el govern d'un arcont nomenat per Constantinoble. Vers el 732, l'emperador Lleó III Isàuric transferí l'illa de la jurisdicció del papa a la del patriarcat de Constantinoble. Un estrateg de Creta és documentat el 767. Així mateix, es coneix el segell d'un turmarca de Creta. Això ha donat peu a la hipòtesi que l'illa fou erigida com a tema al segle viii, possiblement ja a la dècada del 730. Tanmateix, la majoria dels estudiosos no troben que siguin proves concloents i sostenen que és improbable que l'illa fos un tema en aquella època.

### Conquesta àrab i reconquesta romana
A la dècada del 820 s'obrí un parèntesi en el domini romà de l'illa quan un gran grup d'exiliats d'al-Àndalus hi desembarcaren i començaren a conquerir-la. Els romans emprengueren diverses expedicions per foragitar-los. Sembla que nomenaren un estrateg per administrar les parts de l'illa que encara controlaven. Tanmateix, aquestes campanyes fracassaren en el seu intent d'evitar l'establiment del bastió sarraí de Càndia, a la costa septentrional, que esdevindria la capital del flamant Emirat de Creta. La caiguda de Creta en mans dels àrabs fou un maldecap important per als romans, car deixava les illes i costes del mar Egeu exposades a la pirateria.

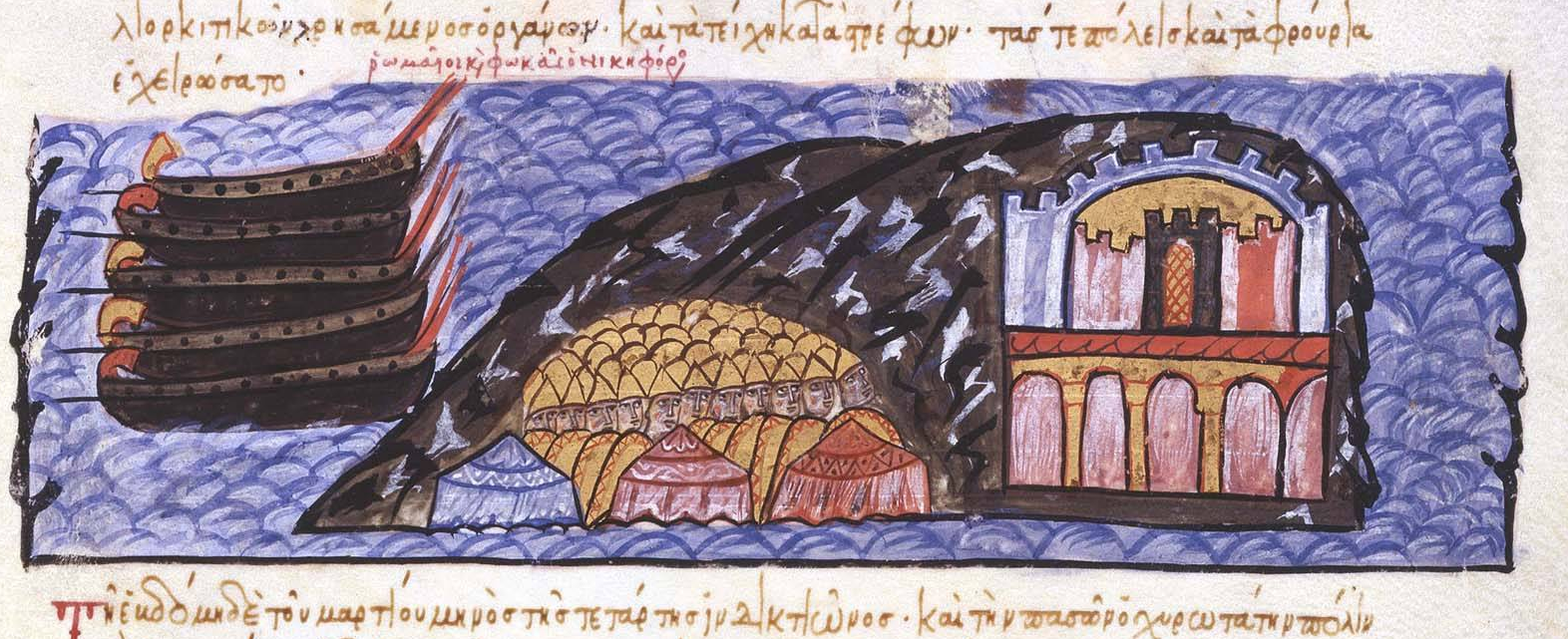
Setge romà de Càndia de lEscilitzes de Madrid

Una campanya romana de gran envergadura encapçalada per Teoctist el 842/843 obtingué un cert èxit, fins al punt que les parts reconquerides de l'illa foren restablertes com a tema, tal com demostra la presència d'un estrateg a Creta en el Taktikon Uspenski, d'aquella època. Tanmateix, Teoctist hagué d'abandonar la campanya i les tropes que deixà no trigaren a sucumbir als sarraïns. Uns nous intents de reconquerir l'illa el 911 i el 949 fracassaren estrepitosament, fins que el 960-961, el general Nicèfor Focas hi desembarcà al capdavant d'un exèrcit colossal, prengué Càndia per assalt i restituí Creta a l'Imperi Romà.

### Segon període romà d'Orient
Després de la reconquesta, l'illa fou organitzada com un tema normal i corrent, amb un estrateg amb seu a Càndia. Joan Xenos i Nicó de Creta foren els principals impulsors d'una gran campanya per convertir-ne la població. Una taxiarquia (regiment) de mil homes fou apostada com a guarnició de l'illa sota el comandament d'un taxiarca i dividida en turmes.
Sota Aleix I Comnè (r. 1081-1118), l'illa fou governada per un dux o catepà. A principis del segle xii, fou sotmesa al control del megaduc, el comandant en cap de la marina romana d'Orient, juntament amb el sud de Grècia (els temes de l'Hèl·lade i el Peloponès. A banda d'una revolta del seu governador, Carices, el 1092/1093, sembla que fou una regió pacífica on no passaven gaire coses, i restà sota el control ferm dels romans fins a la Quarta Croada. Sembla que l'emperador Aleix IV Àngel concedí Creta a Bonifaci I de Montferrat com a pronea durant la croada. Bonifaci, incapaç d'estendre-hi el seu control, vengué els seus drets sobre l'illa a la República de Venècia. Finalment, l'illa fou capturada pels rivals dels venecians, la República de Gènova, i no fou fins al 1212 que Venècia obtingué el control de l'illa i l'establí com a colònia veneciana, el Regne de Càndia.

## Governadors

### Càrrecs
Segons la Notitia Dignitatum i el Sinecdem, entre els segles iv i vi, Creta fou administrada per governadors consulars del rang senatorial dels claríssims. Era una de les quatre províncies d'aquesta categoria a la prefectura del pretori d'Il·líria; les altres vuit eren de categoria inferior. El 539 hi ha una única atestació d'un procònsol de rang respectable, cosa que fa pensar que la província havia pujat de categoria.
No està clara la condició de la província després de la fase inicial de l'expansió de l'islam, quan el sistema dels temes estava sent introduït. Pot ser que formés part dels temes de l'Hèl·lade o del Peloponès. A partir de la primera meitat del segle viii fou una província a part governada per arconts. Són coneguts majoritàriament a partir de segells i ni el seu ordre ni la seva cronologia estan del tot clars. Les províncies governades per arconts mancaven dels recursos militars propis d'un tema. El rang inferior de Creta en comparació amb els temes probablement influí en la seva incapacitat de resistir les ràtzies àrabs sense una important ajuda d'altres parts de l'imperi.
Cap llista de temes que hagi perdurat fins a l'actualitat esmenta Creta. El Taktikon del 842/843 menciona tant un «patrici i estrateg de Creta» com un «arcont de Creta», cosa que podria significar que feia poc que Creta havia estat erigida com a tema i que els seus governadors havien passat de ser arconts a ser estrategs. Això fou probablement una reacció a la invasió àrab. Segons Teòfanes continuat, l'emperador Miquel II (r. 820-829) designà Fotí «per administrar els afers de Creta», probablement al voltant del 828. Segurament en fou el primer estrateg, tot i que la seva autoritat hauria estat limitada a causa de les conquestes àrabs. El fracàs de la campanya de Teoctist el 843 comportà la desaparició del tema de Creta.

### Llista de governadors
Procònsol
- Heli (539)[27]

Arconts
- Teòfanes Lardotir (ca. 764-767), dit igualment estrateg i arxisàtrapa a la Vida d'Esteve el Jove[33]
- Joan (segle viii), parafílac
- Lleó (segle viii), espatari imperial[32][34]
- Basili (segle viii), espatari imperial[32]
- Baasaci (segle viii/ix), espatari imperial[32]
- Nicolau (segle viii/ix), espatari imperial i hípat[32]
- Nicolau (segle viii/ix), espatari imperial[34]
- Petrones (principi del segle ix), espatari imperial[34]
- Constantí (primer quart del segle ix), espatari imperial[32]

Estrategs
- Fotí (ca. 828)[29]
- Domini àrab (843-961)
- Miquel (segle x/xi), dishípat[34]
- Basili (ca. 1000), patrici[34]
- Braqueó Filàret (ca. 1028), protoespatari[34]
- Eumati (1028), protoespatari[34]

Duxs (catepans)
- Miquel Carantè (1088-1089), vestarca[34]
- Carices (1090-1092)[34]
- Nicèfor Diògenes (abans del 1094), fill de Romà IV[34]
- Miquel (segle xi/xii)[34]
- Joan El·lades (1118), protopròedre[34][35]
- Joan Estraboromà (mitjans del segle xii)[34]
- Aleix Contostèfan (1167), nebot de Manuel I[34]
- Constantí Ducas (1183)[34]
- Esteve Contostèfan (1193)[34]
- Nicèfor Contostèfan (1197)[34]